# Antonín Žváček
Antonín Žváček (29. dubna 1907 Hačky – 4. září 1981 Šternberk) byl český skladatel a dirigent dechové hudby.

## Život
Pocházel z početné rodiny venkovského muzikanta. Základní hudební vzdělání získal od otce a soukromých učitelů v okolí. Traduje se, že noty se naučil sám z kostelních knížek a první skladbičky napsal již v šesti letech. Faktem je, že neprošel žádným systematickým hudebním studiem a ve skladbě byl zcela samoukem.
Po ukončení základní školy nastoupil ve svých 14 letech jako elév k vojenské hudbě 6. pěšího pluku v Olomouci. Tam se naučil hrát na všechny běžné hudební nástroje, ale hlavním nástrojem se mu stala baskřídlovka, kterou také ve svých skladbách bohatě využíval.
V letech 1928–1929 hrál v královské vojenské hudbě v Rumunsku a po návratu do Čech nastoupil jako hudebník u státní policie v Brně. Tato dechovka pod jeho vedením patřila mezi naše nejlepší dechové orchestry a měla velké úspěchy i v zahraničí, zejména v Rakousku. Po skončení války v roce 1945 se stal vedoucím hudby Sboru národní bezpečnosti v Brně. V roce 1949 onemocněl a odešel do částečného invalidního důchodu. Dále však vyučoval hře na dechové nástroje v Olomouci a řídil i olomouckou městskou dechovku.

## Dílo
Antonín Žváček zkomponoval více než 500 skladeb, převážně polek a valčíků. Ty nejhranějších jsou např.:[zdroj?]
- Babulka
- Helenka
- Jehlička
- Kmotřenka
- Lucerna
- Maminčina
- Na Hané
- Sivická
- Slavíkovská
- Stařečkům
- Uplakaná